# 경자동차

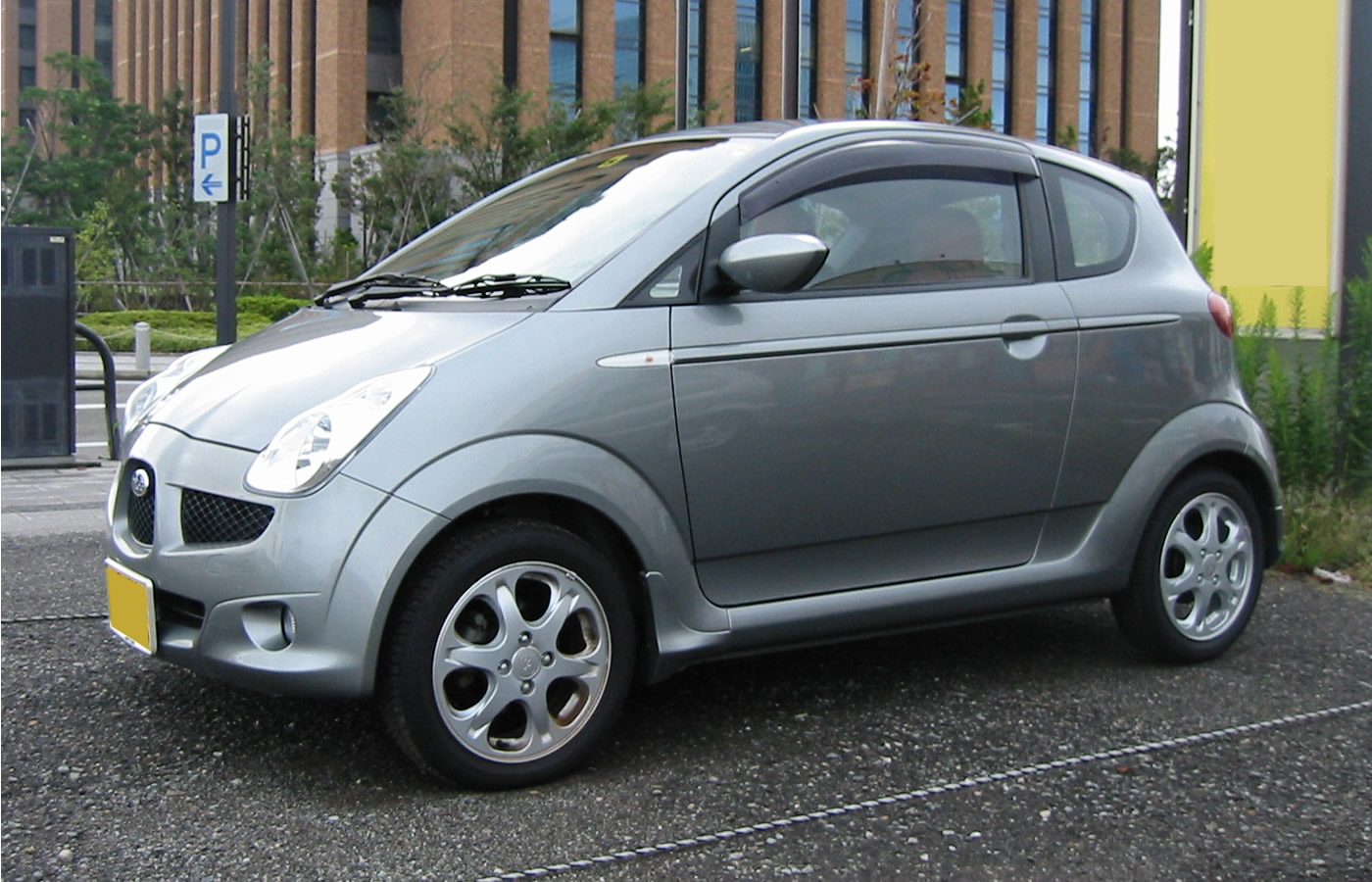
스바루 R1

경자동차(일본어: 軽自動車 게에지도오샤[*], keicar, K-car)는 660cc 이하의 배기량를 가진 소형 자동차로 일본에서 사용되는 자동차 종류의 하나이다. 대한민국의 경자동차와 마찬가지로 각종 세제혜택으로 인해 일본에서 인기가 높다.
경자동차의 역사는 제2차 세계 대전이 끝난 시기까지 거슬러 올라간다. 당시 일본인들은 전쟁으로 인해 오토바이 구매력은 있었으나, 대형차를 구매할 수 있는 사람은 매우 적었다. 당시의 자동차 산업을 육성하고 자영업자들의 저렴한 운송 수단을 지원하기 위해 정부차원에서 경자동차 규격이 제정되었다.
경자동차 규격은 크기와 엔진 마력수에 제한을 두기 때문에, 자동차 제조사들은 수많은 신기술을 집약하는데 집중해 왔다.

## 규격의 변천
| 시행일시        | 전장 | 전폭  | 전고 | 최대엔진배기량 | 최대엔진배기량 | 최대마력수     |
| 시행일시        | 전장 | 전폭  | 전고 | 4행정 기관     | 2행정 기관     | 최대마력수     |
| --------------- | ---- | ----- | ---- | -------------- | -------------- | -------------- |
| 1949년 7월 8일  | 2.8m | 1m    | 2m   | 300cc          | 200cc          | 해당사항없음   |
| 1950년 7월 26일 | 3m   | 1.3m  | 2m   | 300cc          | 200cc          | 해당사항없음   |
| 1951년 8월 16일 | 3m   | 1.3m  | 2m   | 360cc          | 240cc          | 해당사항없음   |
| 1955년 4월 4일  | 3m   | 1.3m  | 2m   | 360cc          | 360cc          | 해당사항없음   |
| 1976년 1월 1일  | 3.2m | 1.4m  | 2m   | 550cc          | 550cc          | 해당사항없음   |
| 1990년 3월      | 3.3m | 1.4m  | 2m   | 660cc          | 660cc          | 64마력 (47Kwh) |
| 1998년 10월 1일 | 3.4m | 1.48m | 2m   | 660cc          | 660cc          | 64마력 (47Kwh) |

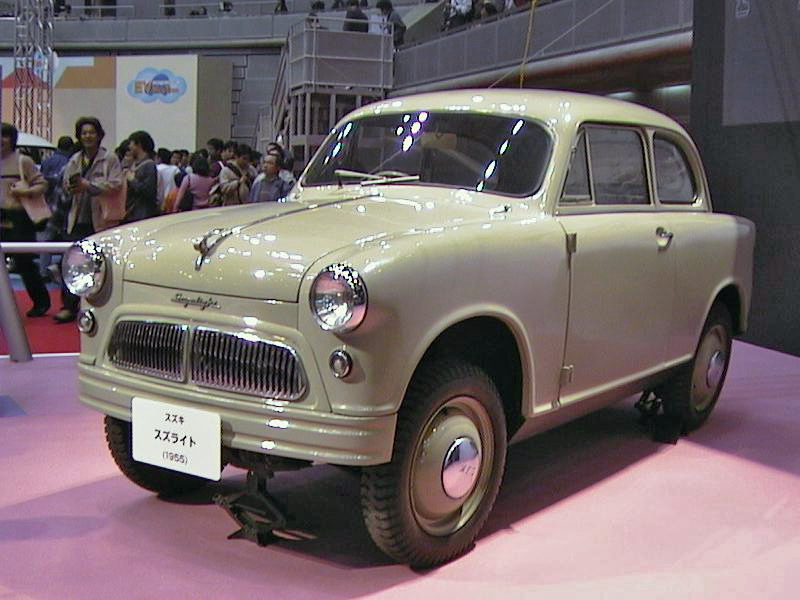
1955년 모델 스즈키 스즈라이트
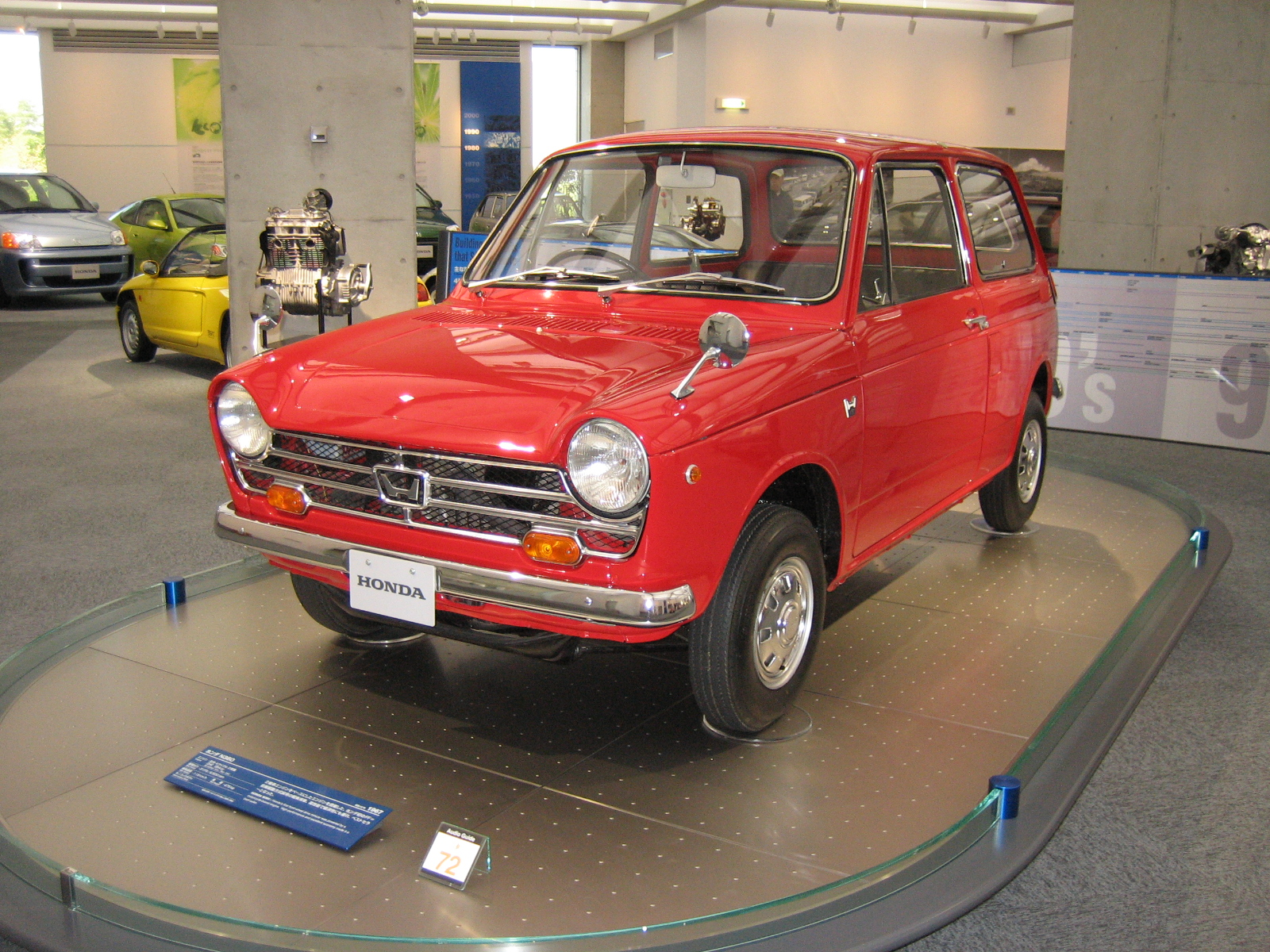
1967년 모델 혼다 N360
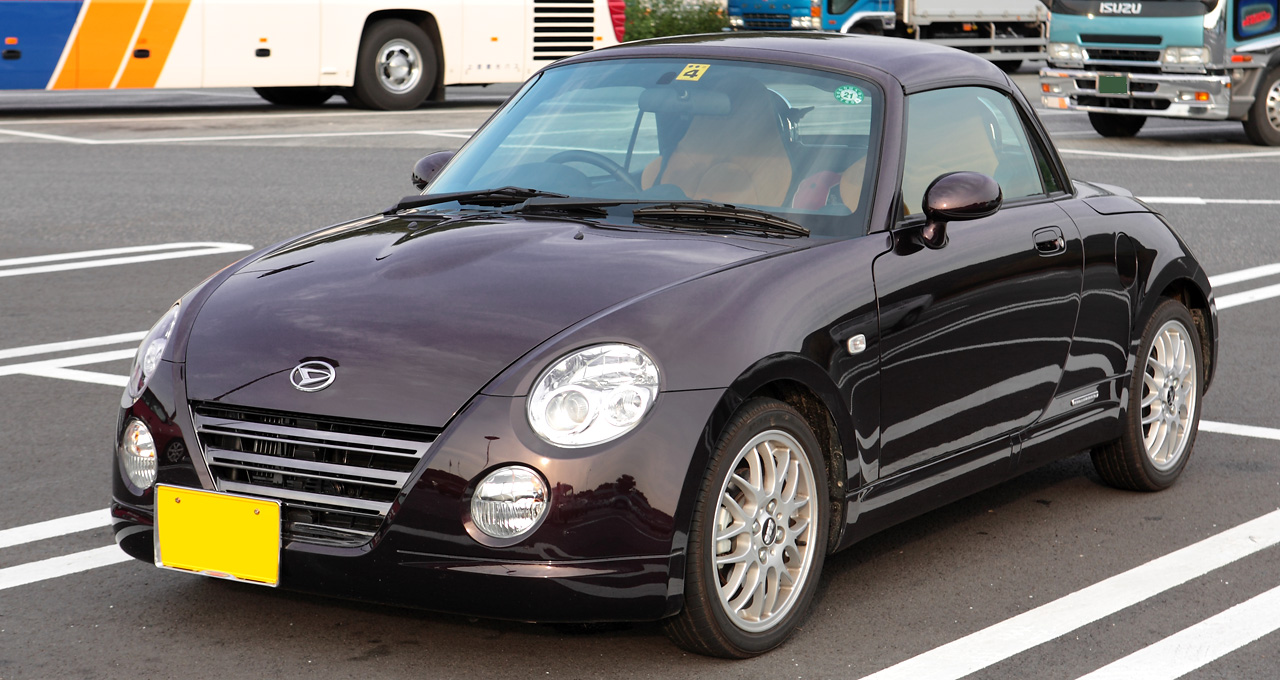
다이하쓰 코펜
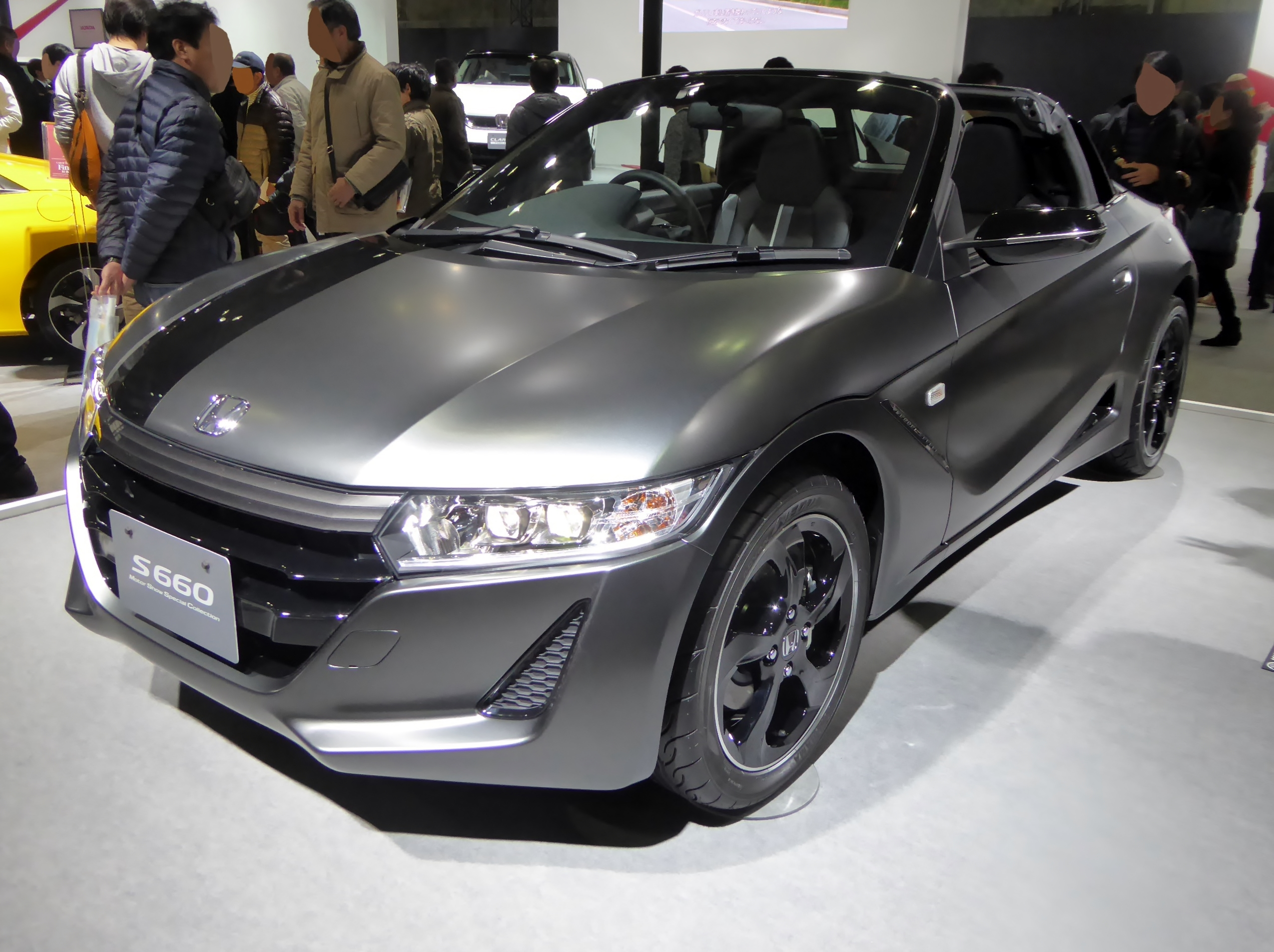
혼다 S660
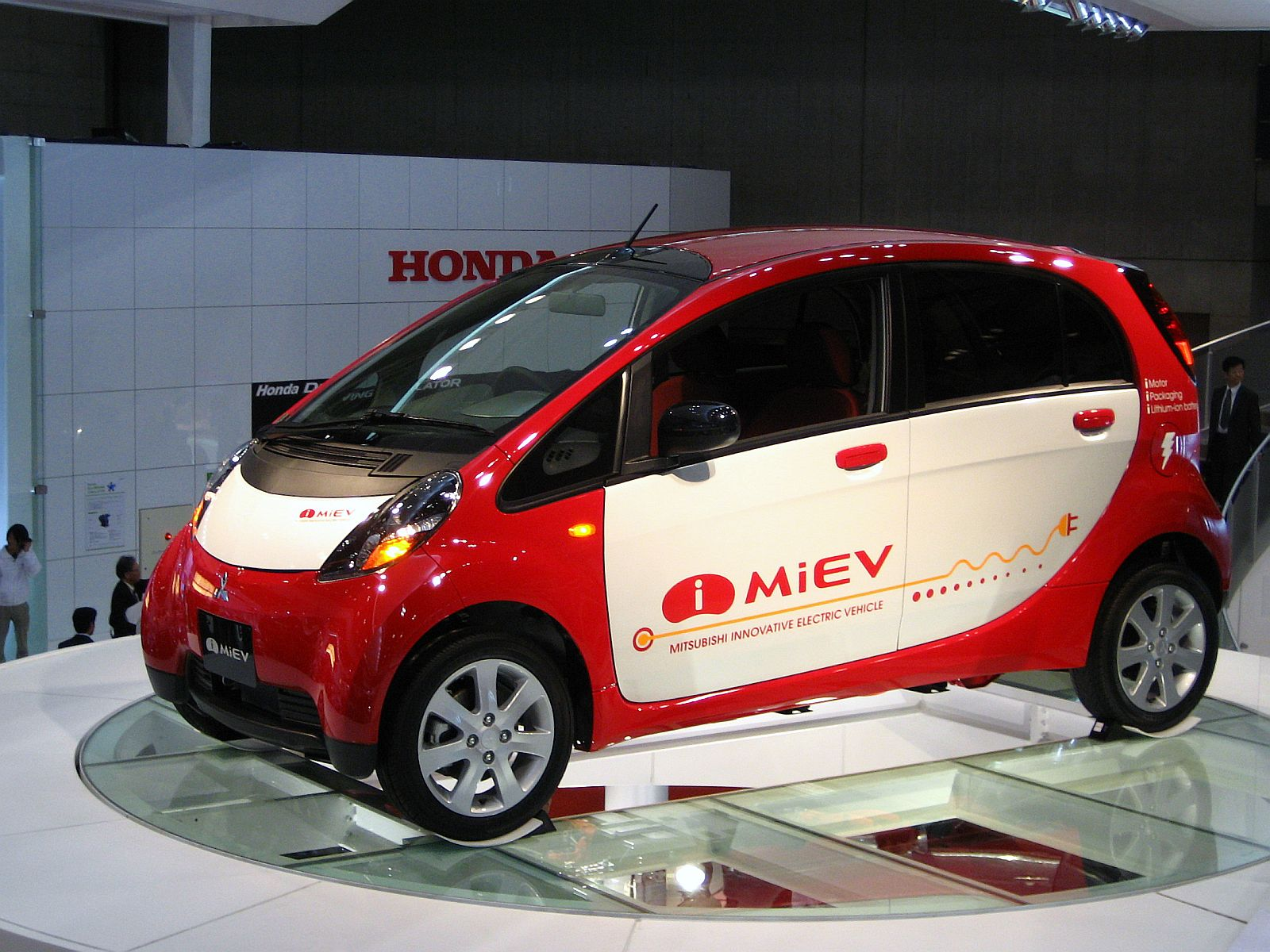
미쓰비시자동차공업 i MiEV
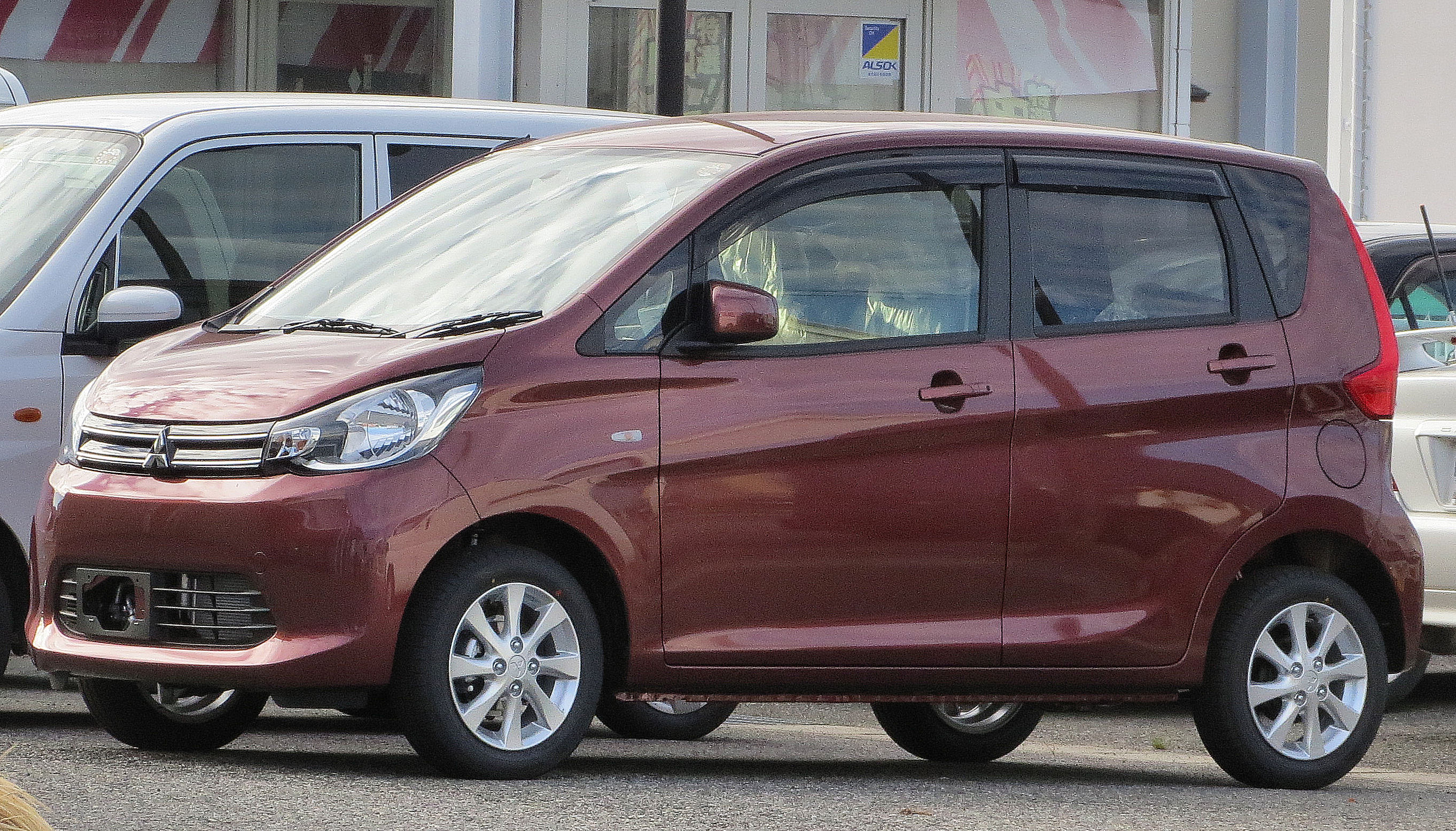
미쓰비시자동차공업 eK
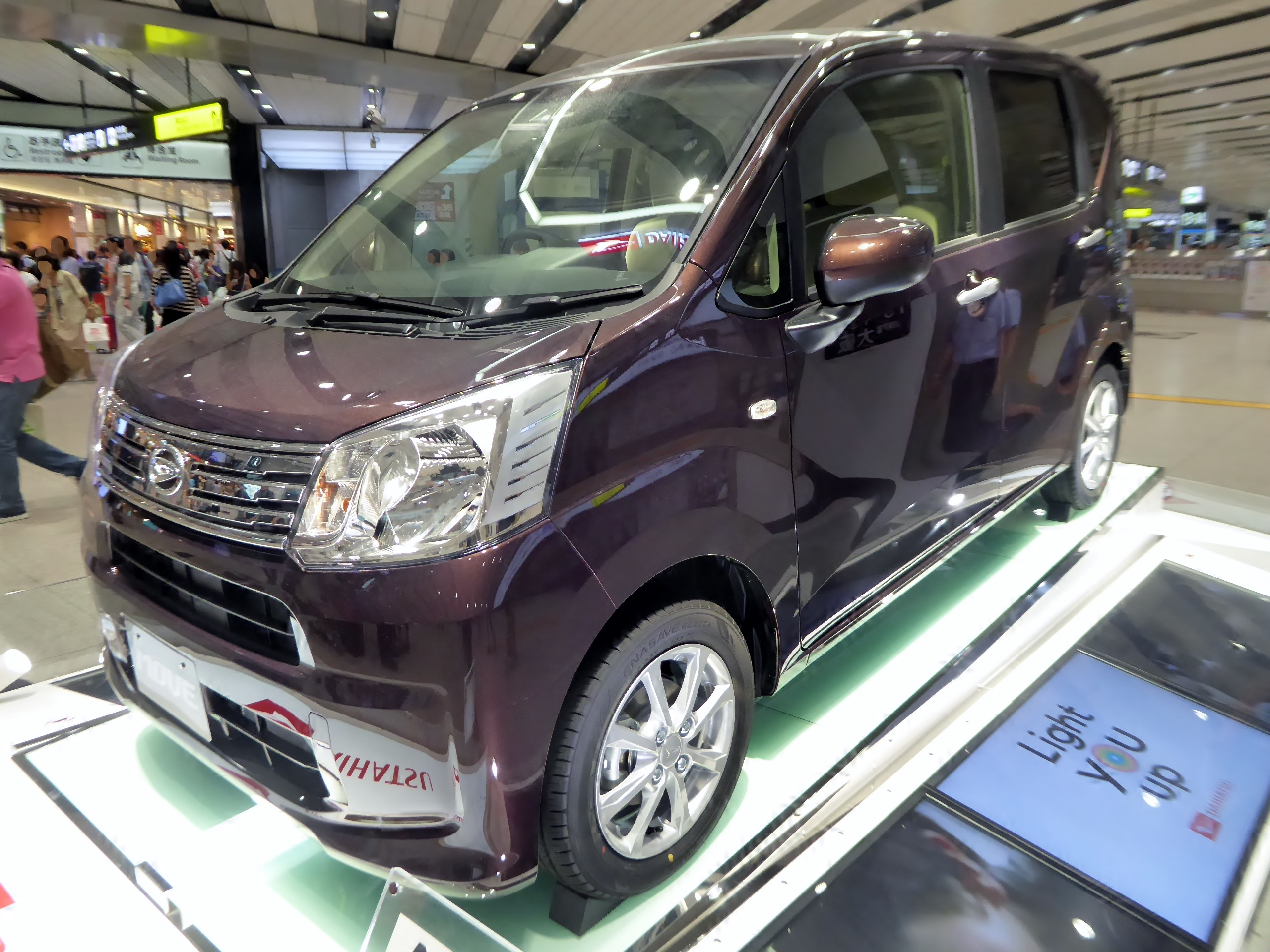
다이하쓰 Move
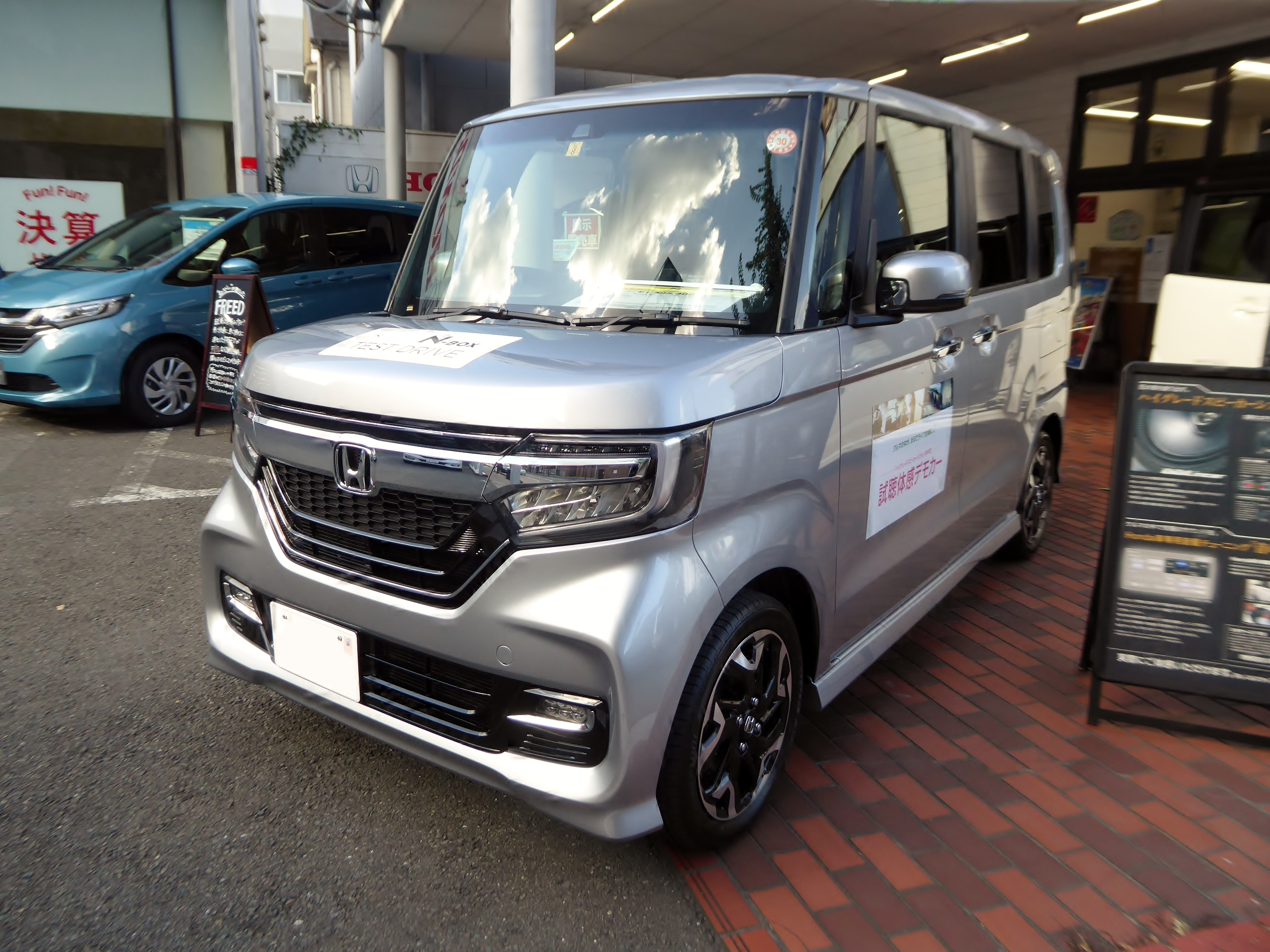
혼다 N-Box
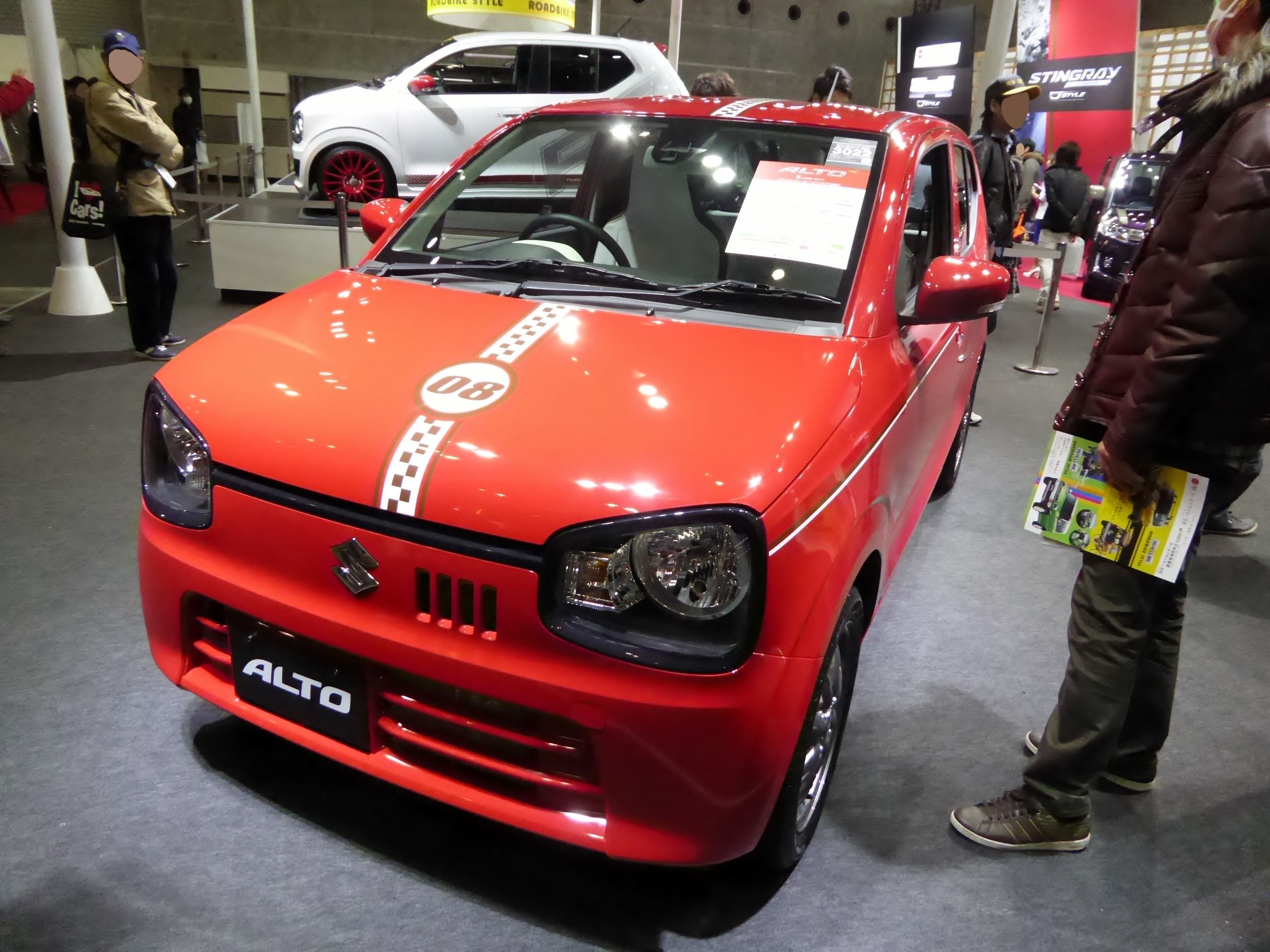
스즈키 알토
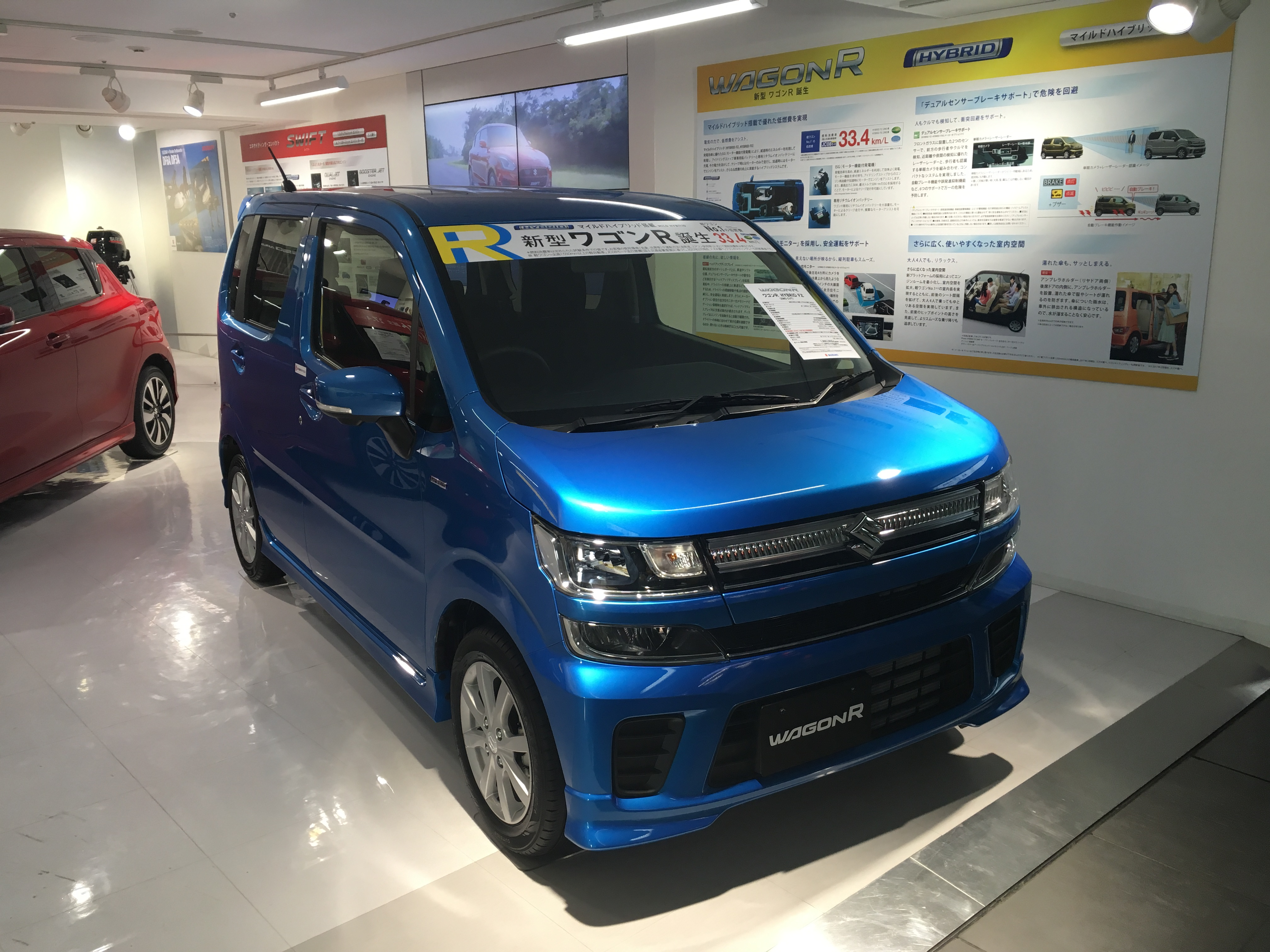
스즈키 왜건 R
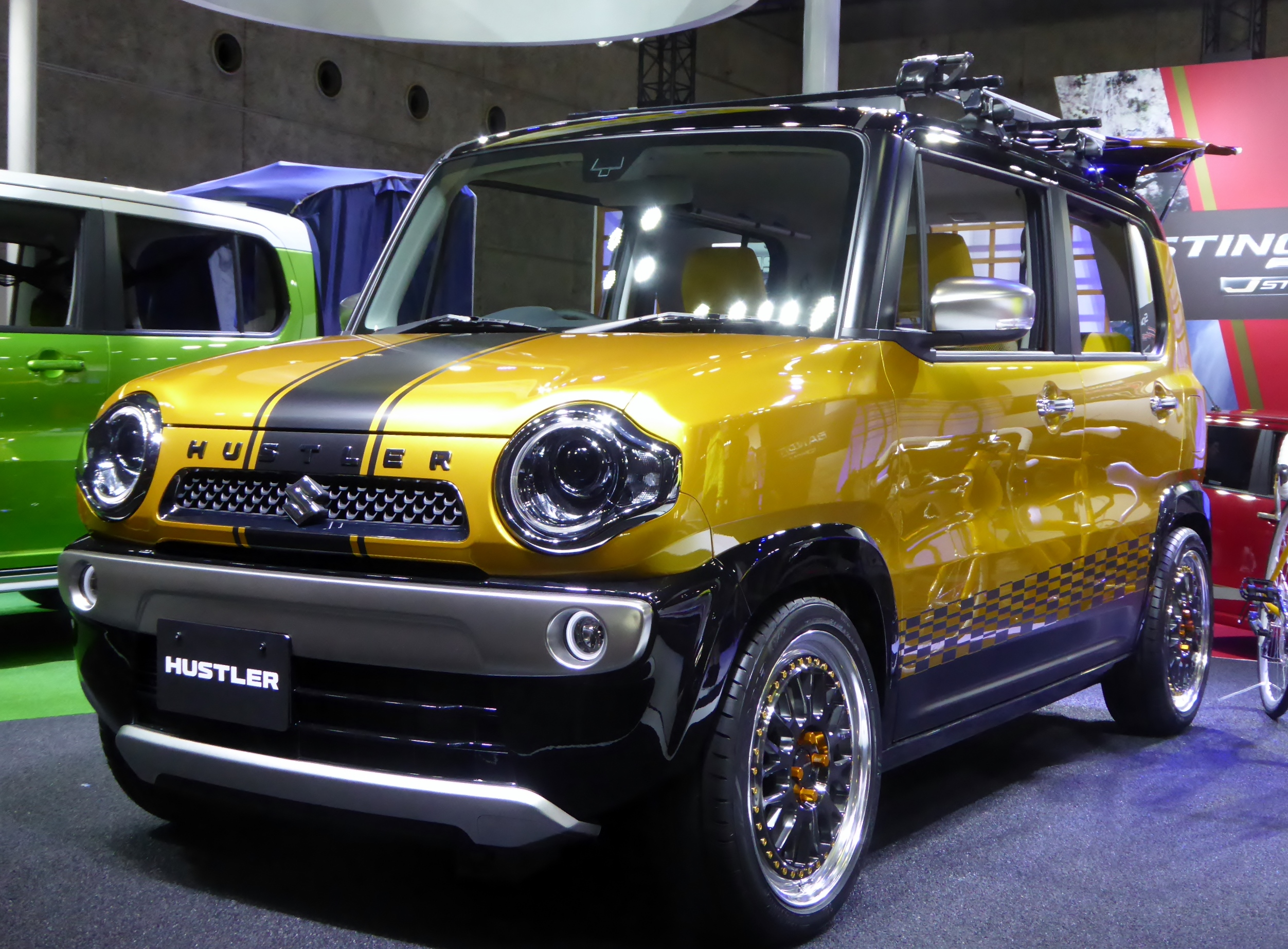
스즈키 HUSTLER
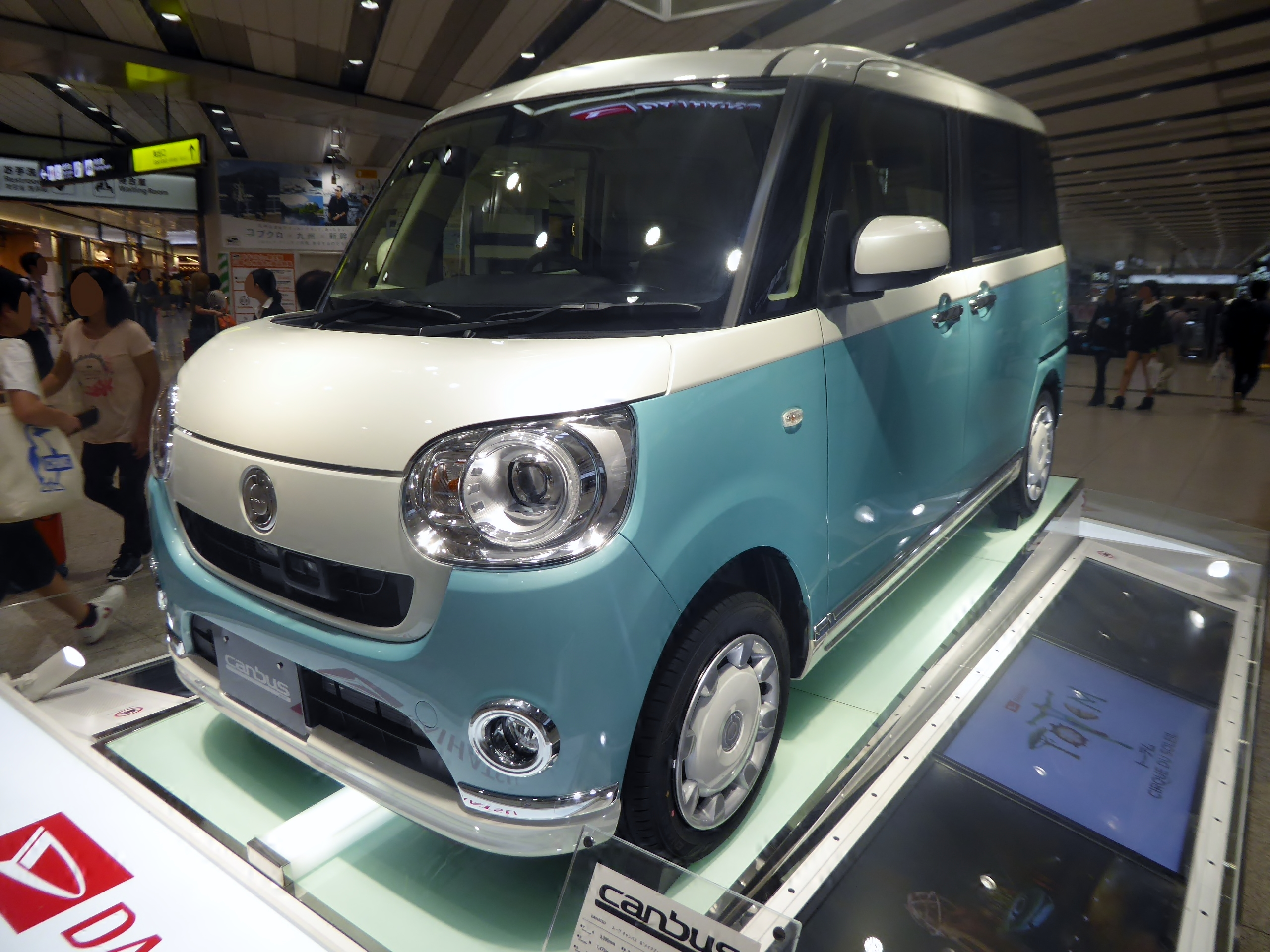
다이하쓰 MOVE CANBUS

## 같이 보기
- 도시형 자동차
- 대한민국의 경차